# Întoarcerea morților vii
Întoarcerea morților vii (The Return of the Living Dead) este un film de comedie de groază cu zombi lansat în 1985, fiind urmat de diferite continuări. Filmul a fost scris și regizat de Dan O'Bannon iar în rolurile principale au jucat Clu Gulager, James Karen și Beverly Randolph. Acțiunea filmului se învârte în jurul unui grup de adolescenți punkeri care eliberează o hoardă de zombii însetați de sânge asupra unui oraș.

## Distribuție
- Clu Gulager - Burt Wilson
- James Karen - Frank
- Don Calfa - Ernie Kaltenbrunner
- Thom Mathews - Freddy
- Beverly Randolph - Tina
- John Philbin - Chuck
- Jewel Shepard - Casey
- Miguel A. Núñez Jr. - Spider
- Brian Peck - Scuz
- Linnea Quigley - Trash
- Mark Venturini - Suicide
- Jonathan Terry - Colonel Glover
- Allan Trautman - Tarman